# Кинематограф Якутии
Кинемато́граф Яку́тии — один из видов искусства в Республике Саха (Якутия). Видными представителями якутского кино являются режиссёры Никита Аржаков, Степан Бурнашев, Михаил Лукачевский, Сергей Потапов, Вячеслав Семёнов.

## История

### Советский период
В СССР в Якутии не сложилось собственной кинематографической традиции. В 1930-х годах Якутия становилась местом развития событий некоторых документальных и хроникальных картин (например, «Дорога в тайгу» 1931 года или «Лето в Арктике» 1937 года). Особенное развитие эта сфера получила после открытия Центральной студии документальных фильмов в 1937 году. Вскоре она выпустила первые полнометражные документальные фильмы — «Якутия» 1941 года и «Якутская АССР» 1942 года режиссёра Александра Литвинова. Начиная с 1950-х годов в создании фильмов принимают значимое участие этнические якуты, в том числе писатели Амма Аччыгыйа и Суорун Омоллоон, а также оператор и сценарист Никандр Саввинов. В 1980-х годах вышли первые фильмы, снятые якутским режиссёром Алексеем Романовым — короткометражки «Жизнь» (1983) и «Мааппа» (1986).

### 1990—2000-е
С начала 1990-х годов по настоящее время в Якутии существует несколько студий, включая государственную компанию «Сахафильм». «Сахафильм» была основана в 1992 году по указу президента Якутии Михаила Николаева. Власти Якутии способствовали развитию местного кинематографа: за счёт бюджета республики якутские студенты уезжали учиться в Москву и Санкт-Петербург, а по возвращении работали в региональном кинематографе. Однако, несмотря на эти усилия, из-за недостаточного финансирования якутское кино развивалось медленно. В течение нескольких лет якутские студии выпускали только короткометражные и документальные картины.
В 2000-е годы якутские режиссёры получили возможность работать с цифровыми камерами. В 2002 году «Сахафильм» выпустила первый полнометражный художественный якутский фильм, «Чёрная маска» режиссёра Никиты Аржакова; в 2005 году вышел его второй фильм «Журавли над Ильменем». В то же время начала работу компания «Алмазфильм»: первым её фильмом стала картина «Любовь моя» Сергея Потапова, вышедшая в 2004 году. В 2005 году студия выпустила криминальную комедию «Куот!» (с якут. — «Беги!») Константина Барашкова, которая рекламировалась как «блокбастер», рассчитанный на массового зрителя, в том числе молодёжь. Фильм успешно прошёл в региональном прокате. Если в 2005 году в Якутии вышло только два местных фильма, то, например, в 2011-м это число выросло до 15 картин.

### 2010-е
2010-е годы стали периодом бурного развития якутского кино, что привело к всплеску популярности и интереса к нему как в Якутии, так и в целом в России. Это явление называют «якутским кинобумом» или «якутской волной». В это время становятся особенно заметными частные кинокомпании и независимые режиссёры — Степан Бурнашев, Михаил Лукачевский, Сергей Потапов и другие. Якутское независимое кино стало появляться в программах кинофестивалей в России и других странах. К примеру, фильм «Царь-птица» (2018) получил гран-при на Московском международном кинофестивале, а фильм «Пугало» (2020) стал первой якутской картиной, попавшей в конкурсную программу фестиваля «Кинотавр», и также получил гран-при. В 2022 году фильм «Нуучча» (2021) был включён в лонг-лист премии «Оскар». В отличие от более раннего кино, в 2010-е годы якутские фильмы стали чаще освещать современные социокультурные проблемы.

### 2020-е
К началу 2020-х в Якутии существует несколько десятков кинокомпаний, которые выпускают, по одним данным, до десяти фильмов в год, по другим — от 10 до 20 фильмов в год. Якутия занимает третье место по объёму кинопроизводства после Москвы и Санкт-Петербурга. С 2015 по 2022 годы в Якутии было произведено более 60 картин, что составляет около 50% всех российских фильмов, снятых за этот период вне Москвы и Петербурга. 
Самым кассовым якутским фильмом на 2022 год, по данным организации «Якутская киносеть», была комедия «Агент мамбо» (2018). В 2023 году триллер «Айта» побил его рекорд, собрав в прокате больше 26 миллионов рублей. Спустя полгода после премьеры фильма Роскомнадзор потребовал удалить его из всех онлайн-кинотеатров.

## Особенности
Якутское кино обычно ориентировано на местный кинопрокат и потому снимается преимущественно на якутском языке; многие фильмы двуязычны (на якутском и русском языках). Показ в России обычно сопровождается субтитрами на русском. Одной из отличительных особенностей является использование сюжетов якутского фольклора и истории. Многие проекты якутского кинематографа снимаются на сравнительно небольшой бюджет.
По словам киноведа Сергея Анашкина, якутские актёры отличаются от русских «минималистичностью реакций». Как в 2006 году заявил режиссёр Никита Аржаков, в Якутии не хватало профессиональных сценаристов, поэтому, по его мнению, наиболее слабым местом местного кино была драматургия.

## Кинофестивали
- Якутский международный кинофестиваль (2013 — 2017, 2019, Якутск)
- Фестиваль короткометражных фильмов «Республика кино» (2021 — н.в., Якутск)